# Řeckokatolicka katedrála Neposkvrněného početí Panny Marie (Ternopil)
Řeckokatolicka katedrála Neposkvrněného početí Panny Marie (ukr. Собор Непорочного Зачаття Пресвятої Богородиці, bývalý Dominikánský kostel) je baroková katedrála Archieparchie Ternopil-Zborov Ukrajinské řeckokatolické církve v městě Ternopilu v Ternopilské oblasti.

## Historie
Současný kamenný chrám jako dominikánský kostel byl vystavěn v letech 1749–1779  a vysvěcen byl v roku 1779.
Nakonec 80. léta 20. století chrám Narození Páně získala Ukrajinská řeckokatolická církev. Od roku 1989 chrám je řeckokatolická katedrála.